# 長瀞義保
長瀞 義保（ながとろ よしやす）は、戦国時代の武士。中野義時と同一人物ともいわれる。

## 略歴
最上義守の三男として誕生。
兄・義光の命により最上氏の庶流でかつて最上八楯の一員として最上本家に対抗した長瀞氏を継いだが、早世したとされる。しかし、長瀞氏の居城・長瀞城には義保が住んだという記録は残っていない。
九戸政実の乱で戦死したという説も伝わる。